# Famille Herwarth von Bittenfeld
La famille Herwarth von Bittenfeld est le nom d'une vieille famille aristocratique qui est l'une des plus anciennes familles aristocratiques urbaines de la ville impériale d'Augsbourg qui ont pu former un régiment.

## Histoire
La famille apparaît pour la première fois dans un document en 1246 avec Conrad Herwart, chanoine d'Augsbourg. La lignée directe commence en 1265 avec Herbordus Herwart.
Entre 1290 et 1368, la famille fournit le " Stadtpfleger " (maire) d'Augsbourg un total de 14 fois et possède le château de Wellenburg (de) près d'Augsbourg depuis 1348, qui est aujourd'hui la propriété de la famille princière Fugger.
Les frères Jacob, Heinrich (mort en 1481, ancêtre de la "lignée d'Augsbourg") et Lucas Herwart (nommé dans les documents de 1427 à 1485) sont élevés au rang de chevaliers impériaux le 18 avril 1459 à Wiener Neustadt, ils furent élevés au rang de chevalier impérial et reçoivent la confirmation de leurs armoiries. Les descendants de Lucas von Herwarth (ancêtre de la "lignée cadette") sont également admis dans la chevalerie d'Empire souabe du canton de chevalerie de Kocher (de) après l'acquisition de Bittenfeld en 1574.

## Blason

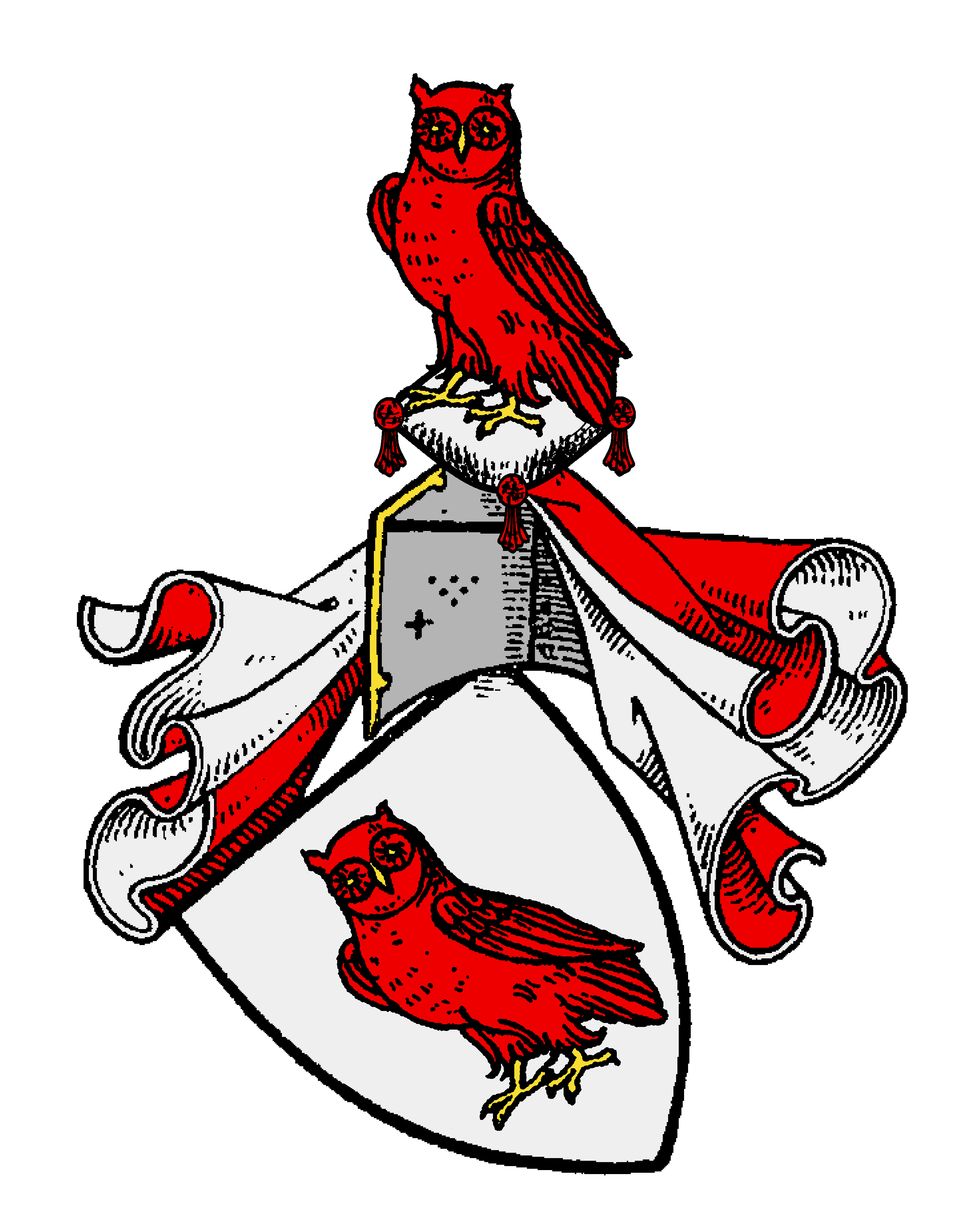
Armoiries d'Herwarth

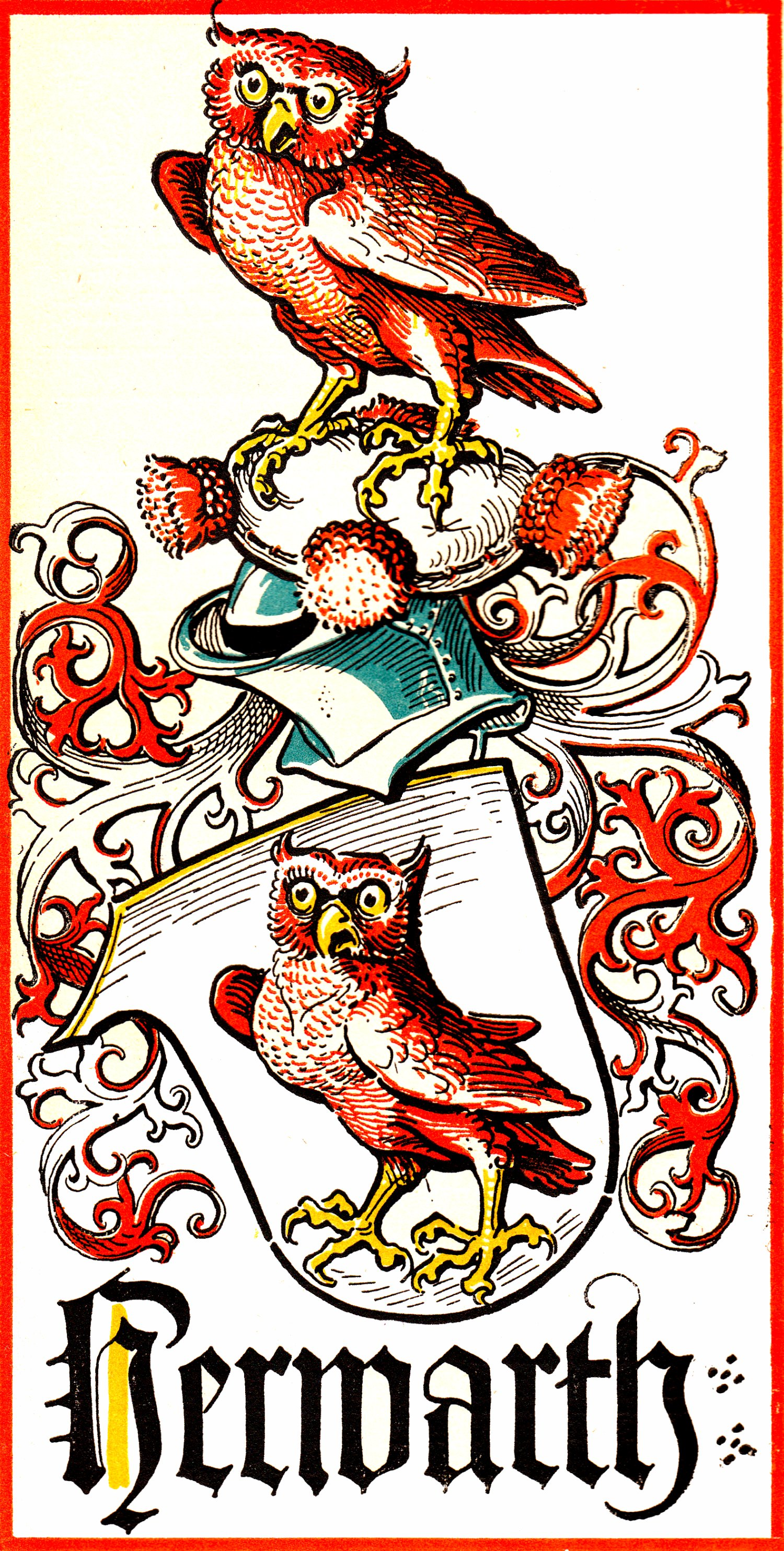
Armoiries Herwarth par Otto Hupp du calendrier de Munich 1906

Les armoiries de la famille montrent un hibou rouge blindé d'or en argent. Sur le casque avec des lambrequins rouges et argentées, le hibou sur un coussin carré en argent avec des glands rouges.[réf. nécessaire]

## Personnalités
- Johann Friedrich Herwarth von Bittenfeld (de) (1696–1757), colonel prussien et commandant de régiment
  - Eberhard Herwarth von Bittenfeld l'Ancien (1753–1833), général de division prussien
    - Friedrich Herwarth von Bittenfeld (1802-1884), général d'infanterie prussien
    - Hans Paulus Herwarth von Bittenfeld (1800-1881), général allemand
- Eberhard Herwarth von Bittenfeld (1796–1884), maréchal prussien
  - Anton Herwarth von Bittenfeld (1841-1923), général d'infanterie prussien
- Hans Wilhelm Herwarth von Bittenfeld (1835–1894), lieutenant général allemand
  - Hans-Wolfgang von Herwarth (de) (1871-1942), officier allemand, diplomate et publiciste
- Hans Herwarth von Bittenfeld, général de division prussien (1853-1927)
  - Hans Herwarth von Bittenfeld (de) (1887–1970), homme politique allemand (GB/BHE), député du Landtag de Schleswig-Holstein
- Eberhard Karl Herwarth von Bittenfeld (1890–1957), général de division allemand
- Hans-Richard Herwarth von Bittenfeld
  - Hans-Heinrich Herwarth von Bittenfeld (de) (1904–1999), diplomate et auteur allemand